# جان دوست (نویسنده)

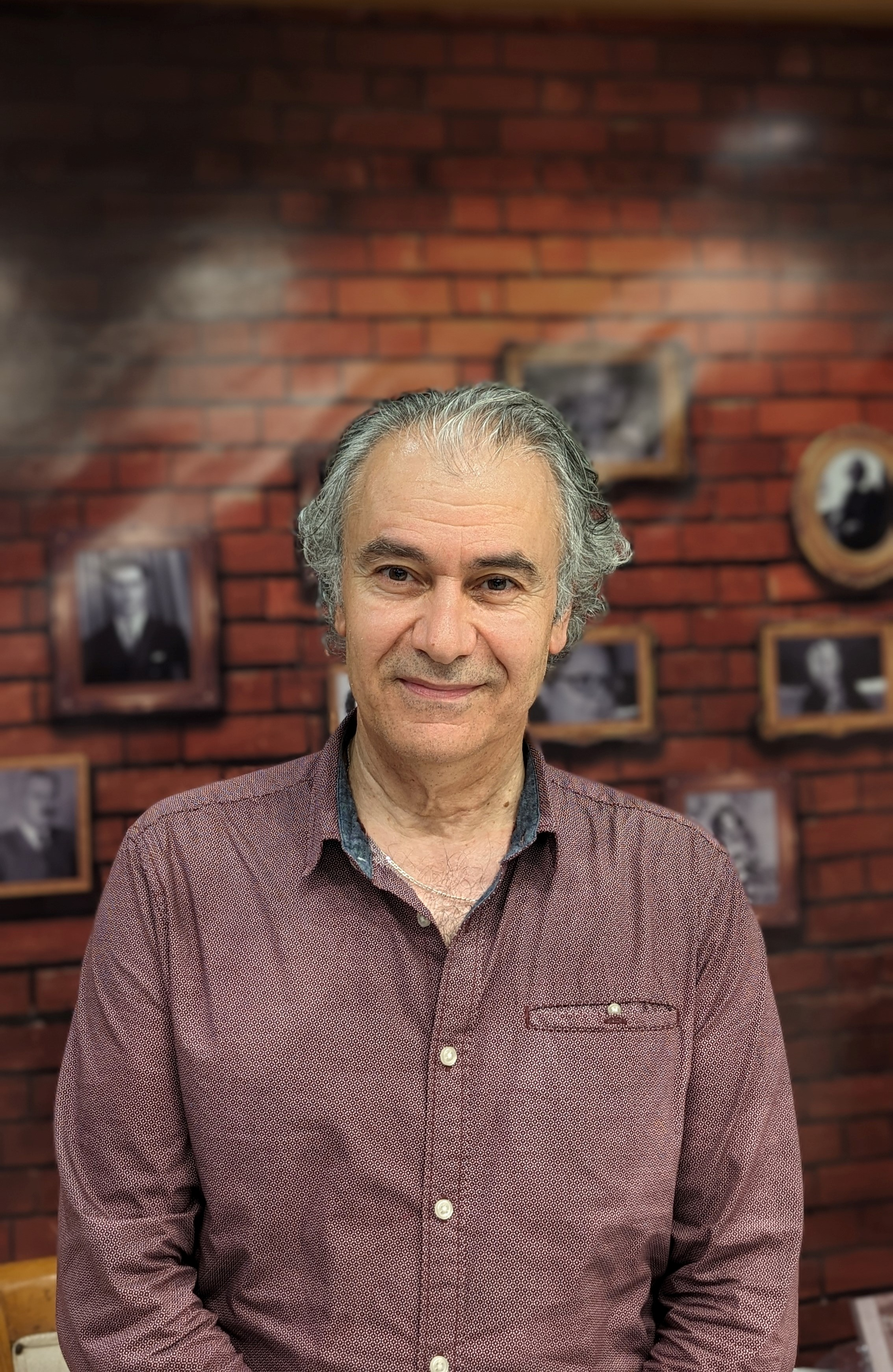
جان دوست

جان دوست یا ژان دوست (Jan Dost) شاعر و نویسنده کرد اهل سوریه زاده شهر کوبانی است. او چندین رمان به کردی کرمانجی و دو رمان به عربی نوشته که بعضی از آن‌ها به سورانی و عربی و فارسی ترجمه شده‌اند. همچنین ترجمه‌هایی از کردی به عربی دارد. برای مثال مم و زین نوشته احمد خانی را به عربی ترجمه کرده‌است.

## کارهای شعری
- دیوان جان
- قلعه دمدم
- سرود براى چشمهای کردستان
- شعرهاي كه جنگ در جيب شاعر فراموش كرد

## رمان‌های کردی
- مهاباد، رمانی دربارهٔ جمهوری مهاباد
- سی گام و یک چوبدار
- میرنامه
- مارتین خوشبخت
- کوبانی ( رمان کوبانی توسط مترجم نامدار آقای جمال مشمایی در سال 97 از سوی انتشارات اندیشه احسان به فارسی ترجمه شده است.)
- رمان کوبانی به معرفی تاریخ صد ساله اخیر کوبانی و تراژدی هایی که طی حمله داعش به شهر کوبانی اتفاق افتاد اشاره دارد، شاهکاری ادبی از سوی ژان دوست می باشد که توسط جمال مشمایی به فارسی ترجمه شده است. این اثر در روز جهانی کوبانی در تهران رونمایی شد.

## رمان‌های عربی
- عشیق المترجم (عشیق ترجمان)
- دم علی المئذنة (خون بر مناره)
- نواقیس روما (زنگهای رم)
- باص أخضر (اتوبوس سبز)
- ممر آمن (كريدور آمن)

## ترجمه‌ها به عربی
- مم و زین احمد خانی
- حدیقه ناصری
- بدائع اللغة
- عادات الاکراد